# Marshall F. Moore

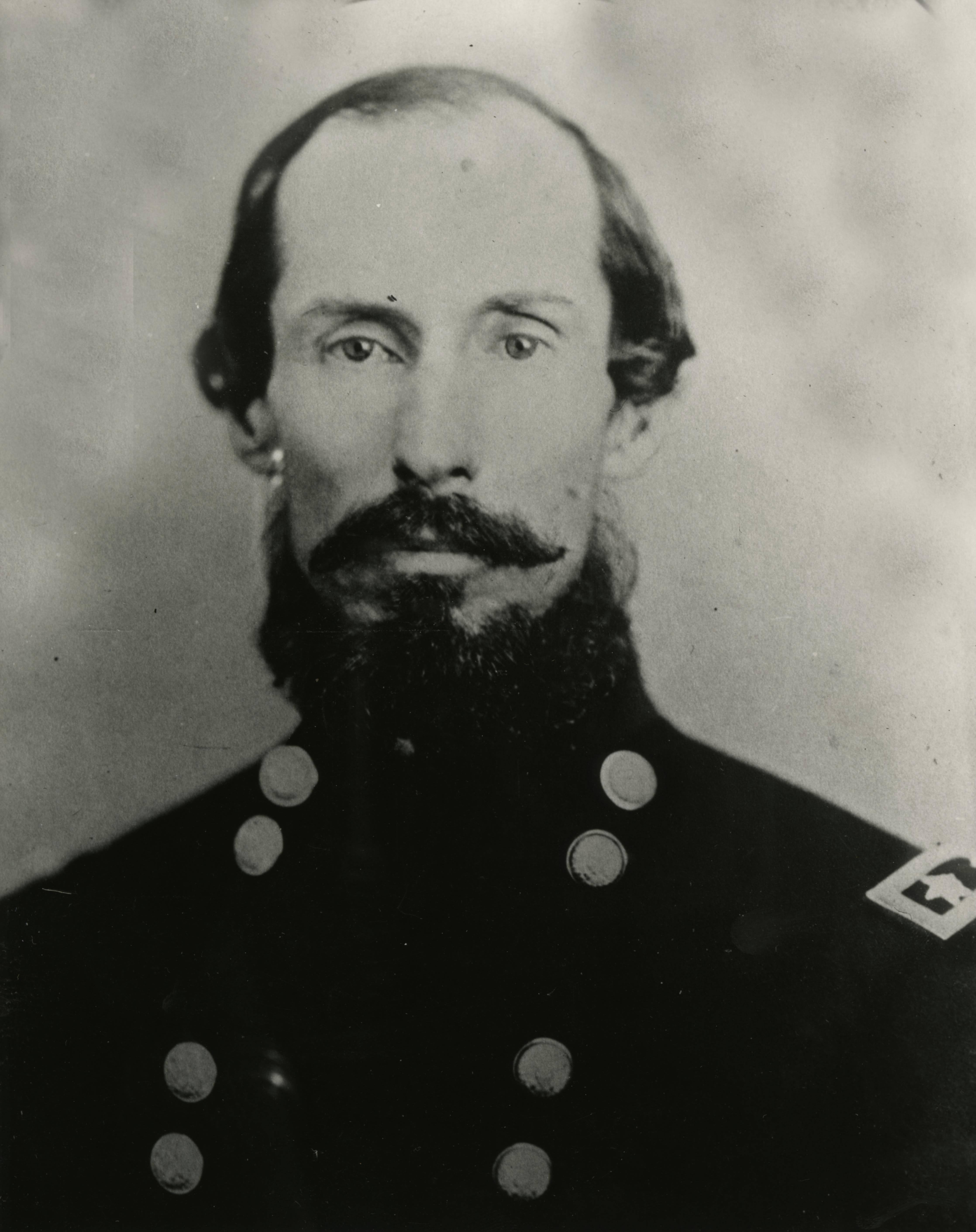
Marshall F. Moore

Marshall F. Moore (* 12. Februar 1829 in Binghamton, New York; † 26. Februar 1870 in Olympia, Washington) war ein US-amerikanischer Politiker (Republikanische Partei) und von 1867 bis 1869 der 7. Gouverneur des Washington-Territoriums.

## Leben
Marshall Moore besuchte die Yale University und wurde zum Juristen ausgebildet. Später war er Staatsanwalt in Sioux City (Iowa) und Richter an einem Berufungsgericht. Während des Bürgerkrieges war er Offizier der Unionsarmee. Er diente unter den Generälen McClellan und Sherman und war an mehreren Schlachten beteiligt. Bis zum Kriegsende hatte er es selbst bis zu dem Rang eines Brevet-Generalmajors gebracht.
Im Jahr 1867 wurde Moore von US-Präsident Andrew Johnson als Nachfolger von George Edward Cole zum neuen Gouverneur im Washington-Territorium ernannt. Moore übte dieses Amt bis 1869 aus. Nach dem Ende seiner Zeit als Gouverneur verblieb ihm kaum noch Zeit für weitere Aktivitäten, weil er bereits am 26. Februar 1870 verstarb. Er wurde in Olympia beigesetzt. Seit 1824 war er mit seiner Frau, einer geborenen Van Trump, verheiratet.